# Beaurevoir

Beaurevoir este o comună în departamentul Aisne din nordul Franței. În 1 ianuarie 2022 avea o populație de 1.324 de locuitori.